# Camille Bened
Camille Bened (* 6. September 2000 in Évian-les-Bains, Haute-Savoie) ist eine französische Biathletin. Mit acht Goldmedaillen bei internationalen Juniorenmeisterschaften gehört sie zu den erfolgreichsten Biathletinnen auf dieser Ebene. In der Saison 2024/25 gelang ihr der Gesamtsieg im IBU-Cup.

## Sportliche Laufbahn
Camille Bened nahm von 2016 bis 2019 ausschließlich an Wettkämpfen auf Juniorenebene teil. Ihr Debüt im IBU-Junior-Cup gab sie im Dezember 2016 in der Lenzerheide und feierte im Saisonverlauf mit der Staffel auch ihren ersten Sieg. Im Februar 2017 war sie mit jeweils einer Gold-, Silber- und Bronzemedaille beim Olympischen Jugendfestival eine der erfolgreichsten Athletinnen. Im Folgewinter erzielte sie in Individualbewerben zwei Podestplätze und siegte mit Myrtille Bègue und Lou Jeanmonnot bei den Jugendweltmeisterschaften im Staffelrennen. Im Dezember 2018 gewann die Französin auch ihren ersten Individualwettkampf im Juniorcup, mit Jeanmonnot und Sophie Chauveau konnte sie auch den Titel bei der Jugend-WM verteidigen. Dank fehlerfreiem Schießen siegte sie weiterhin in Einzel und Sprint der Junioreneuropameisterschaften 2019.
Mit Beginn der Saison 2019/20 startete Bened erstmals im IBU-Cup und erzielte gleich in ihrem dritten Wettkampf als Zehnte des Verfolgungsrennens von Sjusjøen eine Top-10-Platzierung. Erneut sicherte sie sich, diesmal mit Laura Boucaud, Lou Anne Chevat und Paula Botet, Staffelgold bei der Junioren-WM, bei ihren ersten Europameisterschaften resultierte als bestes Ergebnis Rang 25 im Supersprint sowie Rang 7 mit der Mixedstaffel. Im Januar 2021 erzielte die Französin am Arber hinter den Russinnen Tatjana Akimowa und Anastassija Schewtschenko ihr erstes Podest, mit der Mixedstaffel resultierte wenig später sogar ein zweiter Rang. Bei den Juniorenweltmeisterschaften siegte Bened ein weiteres Mal mit der Staffel, zudem gewann sie mit dem Einzel ihr erstes und einziges Individualrennen. Im Winter 2021/22 klassierte sie sich in Einzelrennen insgesamt sieben Mal unter den besten zehn Athletinnen und erreichte den fünften Rang in der Gesamtwertung. In Osrblie siegte Bened erstmals in einem Sprintrennen im IBU-Cup, am Saisonende war sie in Ridnaun auch mit der Mixedstaffel einmal siegreich. Auch 2022/23 lief die Französin achtmal in die Top Ten, erreichte außer einem dritten Rang mit der Mixedstaffel in Canmore aber keinen weiteren Podestplatz.
Im Januar 2024 ergatterte Bened erstmals eine Medaille bei Europameisterschaften, an der Seite von Théo Guiraud-Poillot, Antonin Guigonnat und Océane Michelon gewann sie im Mixedwettkampf hinter dem norwegischen Team Silber. Im gleichen Winter erzielte sie im IBU-Cup außerdem drei weitere Podestplätze, am Arber verhinderte dabei Anfang Februar ein Schießfehler den möglichen Sieg im Sprint. Zu Beginn der Saison 2024/25 feierte die Französin in Geilo dank fehlerfreier Schießleistung im Einzel nach längerer Zeit wieder einen Sieg im IBU-Cup. Zwar absolvierte sie im übrigen Saisonverlauf keinen Wettkampf mehr ohne Schießfehler, zeigte aber konstant starke Laufleistungen und klassierte sich in 15 von 17 Wettkämpfen unter den besten Zehn, worunter sechs weitere Podestplätze fielen. Damit sicherte sie sich mit gut 70 Punkten Vorsprung auf ihre Teamkollegin Voldiya Galmace-Paulin den Sieg in der IBU-Cup-Gesamtwertung. Im Rahmen der Europameisterschaften gewann Bened mit der Frauenstaffel die Silbermedaille, am Saisonende feierte sie schließlich in Oslo ihr Debüt im Weltcup und schloss Sprint, Verfolgung und Massenstart auf Anhieb auf den Plätzen 13, 15 und 16 ab.

## Persönliches
Bened lebt in der Gemeinde Vacheresse. Ihre Schwester Chloé war ebenfalls als Biathletin aktiv.

## Statistiken

### Weltcupplatzierungen
Die Tabelle zeigt alle Platzierungen (je nach Austragungsjahr einschließlich Olympische Spiele und Weltmeisterschaften).
- 1.–3. Platz: Anzahl der Podiumsplatzierungen
- Top 10: Anzahl der Platzierungen unter den ersten zehn (einschließlich Podium)
- Punkteränge: Anzahl der Platzierungen innerhalb der Punkteränge (einschließlich Podium und Top 10)
- Starts: Anzahl gelaufener Rennen in der jeweiligen Disziplin
- Staffel: inklusive Mixed- und Single-Mixed-Staffeln

| Platzierung               | Einzel | Sprint | Verfolgung | Massenstart | Staffel | Gesamt |
| ------------------------- | ------ | ------ | ---------- | ----------- | ------- | ------ |
| 1. Platz                  |        |        |            |             |         |        |
| 2. Platz                  |        |        |            |             |         |        |
| 3. Platz                  |        |        |            |             |         |        |
| Top 10                    |        |        |            |             |         |        |
| Punkteränge               |        | 1      | 1          | 1           |         | 3      |
| Starts                    |        | 1      | 1          | 1           |         | 3      |
| Stand: Saisonende 2024/25 |        |        |            |             |         |        |

### Weltcupwertungen
Ergebnisse bei Weltcups (Disziplinen- und Gesamtweltcup) gemäß Punktesystem.
| Saison  | Einzel | Einzel | Sprint | Sprint | Verfolgung | Verfolgung | Massenstart | Massenstart | Gesamt | Gesamt |
| Saison  | Platz  | Punkte | Platz  | Punkte | Platz      | Punkte     | Platz       | Punkte      | Platz  | Punkte |
| ------- | ------ | ------ | ------ | ------ | ---------- | ---------- | ----------- | ----------- | ------ | ------ |
| 2024/25 | –      | –      | 56.    | 28     | 48.        | 26         | 40.         | 25          | 52.    | 79     |

### Juniorenweltmeisterschaften
Ergebnisse bei den Juniorenweltmeisterschaften:
| Weltmeisterschaften | Weltmeisterschaften | Einzelwettbewerbe | Einzelwettbewerbe | Einzelwettbewerbe | Damenstaffel |
| Jahr                | Ort                 | Einzel            | Sprint            | Verfolgung        | Damenstaffel |
| ------------------- | ------------------- | ----------------- | ----------------- | ----------------- | ------------ |
| 2018                | Otepää              | 27.               | 43.               | 31.               | 1.           |
| 2019                | Osrblie             | 6.                | 7.                | 12.               | 1.           |
| 2020                | Lenzerheide         | 7.                | 17.               | 5.                | 1.           |
| 2021                | Obertilliach        | 1.                | 4.                | 4.                | 1.           |

### IBU-Cup-Siege
| Nr. | Datum         | Ort     | Disziplin      |
| --- | ------------- | ------- | -------------- |
| 1.  | 14. Jan. 2022 | Osrblie | Sprint         |
| 2.  | 13. März 2022 | Ridnaun | Mixedstaffel 1 |
| 3.  | 4. Dez. 2024  | Geilo   | Einzel         |

### Junior-Cup-Siege
| Nr. | Datum         | Ort         | Disziplin |
| --- | ------------- | ----------- | --------- |
| 1.  | 17. Dez. 2016 | Hochfilzen  | Staffel 1 |
| 2.  | 15. Dez. 2018 | Lenzerheide | Einzel    |

## Auszeichnungen
- 2018: Piotr-Nurowski-Preis